# يان لاسي
يان لاسي (بالإنجليزية: Ian Lacey)‏ هو لاعب دوري الرغبي أسترالي، ولد في 25 نوفمبر 1984 في بريزبان في أستراليا.